# アスタナ
アスタナ（カザフ語: Астана、Astana、ロシア語: Астана）は、カザフスタンの首都。他の州とともにカザフスタンを構成する特別市。1997年にアルマトイから遷都された。旧称はアクモリンスク（Акмолинск、Akmolinsk）、ツェリノグラード（Целиноград、Tselinograd）、アクモラ（Акмола、Akmola）、ヌルスルタン（カザフ語: Нұр-Сұлтан、Nūr-Sūltan、ロシア語: Нур-Султан）。イシム川右岸に位置する。
人口は134万人で、アルマトイに次ぐ大都市である。1998年のカザフスタン政府主催の国際コンペで1位に選ばれた日本の建築家・黒川紀章の都市計画案に基づき開発が続けられている。

## 歴史
1824年、オムスクから来たコサックたちがイシム川上流に要塞を造り、それがもととなってアクモリンスク (Акмолинск) という都市ができた。アクモリンスクは鉄道の要衝として、ロシア内戦時まで発展を続けた。ヨシフ・スターリンの時代には、市の周辺には「人民の敵」とされた人々の妻や家族を収容する悪名高いグラグが数多く作られた。
第二次世界大戦後には第330収容地区（グラーグ）が設置され、シベリア抑留の対象となった日本人捕虜の一部が移送されてきた。
1961年、「処女地の町」を意味するツェリノグラード (Целиноград) と改名され、1950年代にニキータ・フルシチョフが主導したカザフスタンを大穀倉地帯に変える処女地開拓運動の中心地となる。ロシア各地から入植が行われ、その後の民族間対立の土壌が醸成されていく。特に、ナチス・ドイツのロシア侵攻でドイツ系の人々はこの地に強制的に連れて来られた。
1991年、カザフスタンが独立を果たすと、「聖地」を意味するアクモラ (Акмола) と再度改名される。1994年、アクモラを新首都とすることが決定され、1997年に遷都が行われた。翌年の1998年には、名称はカザフ語で首都を意味するアスタナと改名された。アスタナ遷都の理由は、アルマトイに活断層があり地震多発地帯であることや、地形的にさらなる発展に限界があったことなどが挙げられる。また、アスタナが位置するカザフスタン北部には、カザフ人よりもロシア人が多く、遷都することによって北部にもカザフ人の割合を増やし、将来的な分離独立問題を抑え込む意味もあったとされる。しかし、アスタナがカザフスタンの主要軸から外れていて、冬季の気候は酷寒であることや、新首都建設に莫大な費用がかかっているなどの問題点もある。
2008年、カザフスタン議会はアスタナの名称をヌルスルタン・ナザルバエフ大統領（当時）のファーストネームにちなんだ「ヌルスルタン」に改名することを提議したが、ナザルバエフが辞退した。なお、この名称変更は2019年にナザルバエフが大統領を辞任した際に再度提案され、カザフスタン議会が全会一致で承認した。しかし、2022年1月にナザルバエフが反政府デモによって失脚して政界から退いたこともあり、カシムジョマルト・トカエフ大統領は同年9月に下院議員グループからの提案に賛同するという形で、名称を再びアスタナに戻す方針を示した。9月15日に市議会はアスタナへの改称を全会一致で承認し、18日にトカエフ大統領が法案に署名したことでアスタナが復活した。
2014年、アスタナでユーラシア経済連合の創設条約の調印が行われた。前身のユーラシア経済共同体を始動した協定もこの地で調印された。2024年7月、第24回上海協力機構首脳会議がアスタナで開催された。

## 民族構成
| 民族構成（アスタナ市）2018 | 民族構成（アスタナ市）2018 | 民族構成（アスタナ市）2018 | 民族構成（アスタナ市）2018 | 民族構成（アスタナ市）2018 |
| -------------------------- | -------------------------- | -------------------------- | -------------------------- | -------------------------- |
|                            |                            |                            |                            |                            |
| カザフ人                   | カザフ人                   |                            | 78.18%                     | 78.18%                     |
| ロシア人                   | ロシア人                   |                            | 13.41%                     | 13.41%                     |
| ウクライナ人               | ウクライナ人               |                            | 1.38%                      | 1.38%                      |

市の人口は、遷都時の1997年には27万5100人に過ぎなかったが、10年後の2007年には遷都時の人口の約2倍である57万4448人となり、さらに2014年には82万8759人まで達した。新首都となって以降、国内や近隣国からの移住が続いており、かつての市の民族構成は一変した。
2018年の調査によると、遷都前には6割強を占めていたロシア人やウクライナ人などスラブ民族は2割以下となり、かつては2割以下であったカザフ人が8割近くを占めるようになった。このように、仕事を求めて大量のカザフ人が全国中から移住した。ロシア人が大半を占めていたカザフ北部のカザフ人の居住者を増やすという政府の戦略が実現したことになる。
| 民族   | カザフ人             | ロシア人             | ウクライナ人        |
| ------ | -------------------- | -------------------- | ------------------- |
| 1989年 | 49,798 人 (17.71 %)  | 152,147 人 (54.10 %) | 26,054 人 (09.26 %) |
| 1999年 | 133,585 人 (41.83 %) | 129,480 人 (40.55 %) | 18,070 人 (05.66 %) |
| 2018年 | 805,718 人 (78.18 %) | 138,175 人 (13.41 %) | 14,176 人 (01.38 %) |

## 地勢
カザフスタンの北部の高原に位置し、標高は347メートルである。市内をイシム川が流れる。夏場、市街地には花や緑の生い茂る公園も多く見られ、アスタナ市も定期的に植樹祭を開き、緑化計画を進めている。こうした植樹は、防風対策としての役割も担っている。

## 気候
1月の平均気温は-14.2度とそう極端に低いものではないが、シベリア寒気団の直撃により最低気温が-50度近くになることもあり、モンゴルのウランバートルとともに世界で最も冬の寒さが厳しい首都ともいわれる。1年の半分以上が氷点下であり、年間平均気温は3.5度に過ぎない。一方、最暖月7月の平均気温こそ20.8度とあまり高くないが、日中は平均で26.8度まで上がり、好天の日にはかなり暑くなり、時に40度近くに達することもあり、年較差は90度近い。ケッペンの気候区分ではステップ気候 (BSk) と湿潤大陸性気候 (Dfb) の境界に位置する。
| アスタナの気候                                            | アスタナの気候 | アスタナの気候 | アスタナの気候 | アスタナの気候 | アスタナの気候 | アスタナの気候 | アスタナの気候 | アスタナの気候 | アスタナの気候 | アスタナの気候 | アスタナの気候 | アスタナの気候 | アスタナの気候 |
| 月                                                        | 1月            | 2月            | 3月            | 4月            | 5月            | 6月            | 7月            | 8月            | 9月            | 10月           | 11月           | 12月           | 年             |
| --------------------------------------------------------- | -------------- | -------------- | -------------- | -------------- | -------------- | -------------- | -------------- | -------------- | -------------- | -------------- | -------------- | -------------- | -------------- |
| 最高気温記録 °C （°F）                                    | 3.4 (38.1)     | 4.8 (40.6)     | 22.1 (71.8)    | 29.7 (85.5)    | 35.7 (96.3)    | 40.1 (104.2)   | 41.6 (106.9)   | 38.7 (101.7)   | 36.2 (97.2)    | 26.7 (80.1)    | 18.5 (65.3)    | 4.5 (40.1)     | 41.6 (106.9)   |
| 平均最高気温 °C （°F）                                    | −9.9 (14.2)    | −9.2 (15.4)    | −2.5 (27.5)    | 10.9 (51.6)    | 20.2 (68.4)    | 25.8 (78.4)    | 26.8 (80.2)    | 25.2 (77.4)    | 18.8 (65.8)    | 10.0 (50)      | −1.4 (29.5)    | −8.0 (17.6)    | 8.9 (48)       |
| 日平均気温 °C （°F）                                      | −14.2 (6.4)    | −14.1 (6.6)    | −7.1 (19.2)    | 5.2 (41.4)     | 13.9 (57)      | 19.5 (67.1)    | 20.8 (69.4)    | 18.8 (65.8)    | 12.3 (54.1)    | 4.6 (40.3)     | −5.4 (22.3)    | −12.1 (10.2)   | 3.5 (38.3)     |
| 平均最低気温 °C （°F）                                    | −18.3 (−0.9)   | −18.5 (−1.3)   | −11.5 (11.3)   | 0.2 (32.4)     | 7.9 (46.2)     | 13.2 (55.8)    | 15.0 (59)      | 12.8 (55)      | 6.6 (43.9)     | 0.2 (32.4)     | −8.9 (16)      | −16.1 (3)      | −1.5 (29.3)    |
| 最低気温記録 °C （°F）                                    | −51.6 (−60.9)  | −48.9 (−56)    | −38.0 (−36.4)  | −27.7 (−17.9)  | −10.8 (12.6)   | −1.5 (29.3)    | 2.3 (36.1)     | −2.2 (28)      | −8.2 (17.2)    | −25.3 (−13.5)  | −39.2 (−38.6)  | −43.5 (−46.3)  | −51.6 (−60.9)  |
| 降水量 mm （inch）                                        | 17 (0.67)      | 15 (0.59)      | 18 (0.71)      | 20 (0.79)      | 35 (1.38)      | 37 (1.46)      | 50 (1.97)      | 29 (1.14)      | 22 (0.87)      | 27 (1.06)      | 27 (1.06)      | 22 (0.87)      | 318 (12.52)    |
| 平均降水日数 （≥1.0 mm）                                  | 5.3            | 4.3            | 3.2            | 4.7            | 6.3            | 6.1            | 6.6            | 5.6            | 4.4            | 7.3            | 6.0            | 5.3            | 65.1           |
| 平均月間日照時間                                          | 102.3          | 146.9          | 192.2          | 237.0          | 300.7          | 336.0          | 334.8          | 294.5          | 231.0          | 136.4          | 99.0           | 93.0           | 2,503.8        |
| 出典1：Pogoda.ru.net                                      |                |                |                |                |                |                |                |                |                |                |                |                |                |
| 出典2：Hong Kong Observatory (sun and precipitation days) |                |                |                |                |                |                |                |                |                |                |                |                |                |

## 行政地区
3地区から成る。
- アルマトイ地区
- エシリ地区
- サルィアルカ地区

## 経済
新首都として政治・行政機構が市の経済活動の中心であるが、経済特区でもある。商業・工業製品・運輸・通信・建設に支えられている。オイルマネーが投入され、壮大な建物が多く、現在でも高層ビルの建設ラッシュが続いている。金属加工、食品加工、農業、陶器、製材などが盛んである。カザフスタン鉄道、カズムナイガス、カザトムプロムなどの国有企業はここに本社を置いている。

## 都市計画
新首都は黒川紀章の都市計画に基づいて建設されている。鉄道の北は産業地区および低所得者の住宅地となっている。鉄道とイシム川の間が市の中心地で、東西に高層住宅と公園が配され、南部に行政機関や大使館が集積されている。黒川の計画を引き継ぎながら、市の全体像の完成は2030年とされている。現在、アスタナの将来モデルはベルリンとされ、キャンベラのような純政治的な都市は志向されていない。

## 建築
バイテレク
アスタナのシンボルで高さ105メートルのモニュメント。展望台もある。「高いポプラの木」の意味でカザフスタンの民話の「生命の木」と「幸福の魔法の鳥」をイメージしたデザイン。
平和のピラミッド
ノーマン・フォスターとアーティストのブライアン・クラークによるデザイン。 各宗教の宗教施設がある。オペラハウスや国立博物館、図書館もある。このピラミッドは9,700平方フィートの現代的な様式のステンドグラス作品である。
グランド・モスク
2022年8月に中央アジア最大のモスクが完成。トルコが建設に関わっている。

## 交通
- ヌルスルタン国際空港が、郊外14キロメートルにある。空港施設はロシア時代に作られたが、新首都となり2005年に黒川紀章設計の近代的新ターミナルがオープンして一新した。旧ソ連各都市の他、中近東や欧州各地へ国際便が就航するようになった。
- 黒川紀章の設計によりリニューアルした旧市街地域にあるヌルスルタン1駅（アスタナ駅）が従来のターミナル駅であったが、2017年6月にはアスタナ国際博覧会に合わせて新市街地区にヌルスルタン・ヌルルィ・ジョル駅（アスタナ・ヌルルィ・ジョル駅）が完成し、新たな拠点駅となっている。多くの路線も移行し、カザフスタン鉄道により国内各地や、ロシア、ウクライナ、キルギス、ウズベキスタン、新疆ウイグル自治区（ウルムチ市）への国際列車も発着する。アルマトイへはスペイン製のタルゴが夜行の高速列車として走っている。
- アスタナライトレール （英語版）は、中国中鉄など中国の企業によって2017年5月に建設を開始した[15][16][17]。

## 姉妹都市
- アンカラ、トルコ
- モスクワ、ロシア
- アンマン、ヨルダン
- グダニスク、ポーランド
- ワルシャワ、ポーランド
- リガ、ラトビア
- ソウル特別市、大韓民国
- ヴィリニュス、リトアニア